# Michał Dzierzgowski

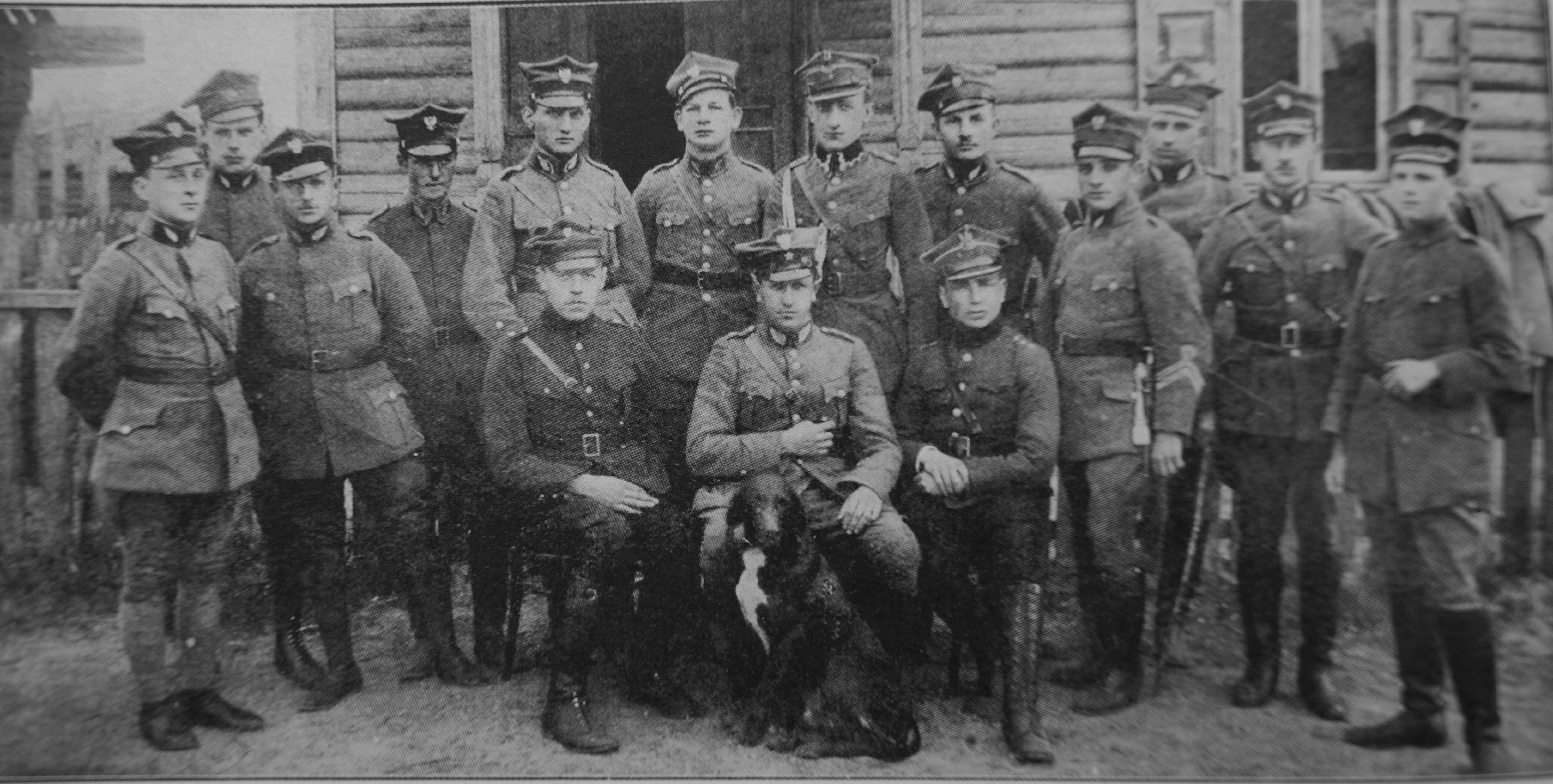
Personel latający 14-ej eskadry wywiadowczej na lotnisku w Żodzinie, na froncie Litewsko-Białoruskim. Ostatni na prawo pchor. obs. Michał Dzierzgowski.

Michał Dzierzgowski (ur. 18 września 1902 w Poznaniu, zm. wiosną 1940 w Katyniu) – doktor chemii, porucznik pilot Wojska Polskiego, kawaler Orderu Virtuti Militari, ofiara zbrodni katyńskiej.

## Życiorys
Był synem Edmunda i Marii z d. Grochowska. Ukończył Gimnazjum św. Marii Magdaleny w Poznaniu. Jako gimnazjalista w 1918 wstąpił do Straży Obywatelskiej i walczył w czasie powstania wielkopolskiego. 16 lutego 1919 r. wstąpił do WP, przyjęty został do kompanii lotniczej w Ławicy. Ukończył kurs mechaników, Oficerską Szkołę Obserwatorów Lotniczych. Otrzymał przydział do 14 eskadry wywiadowczej i w jej składzie walczył na froncie litewsko-białoruskim. 17 kwietnia 1920 obserwator Michał Dzierzgowski z ppor. pil. Kazimierzem Ziembińskim w okolicy stacji kolejowej Sławiany, wykonując lot bojowy samolotem DFW C.V w celu zbombardowania rosyjskiego lotniska, zestrzelili nieprzyjacielskiego Nieuporta. Obs. Dzierzgowski na Froncie Litewsko–Białoruskim wykonał 9 lotów bojowych. Przeniesiony do VII dywizjonu lotniczego, następnie do 8 eskadry wywiadowczej walczącej na Froncie Wołyńskim. Później z 3 eskadrą wywiadowczą brał udział w walkach na Wileńszczyźnie.
Po zakończeniu działań wojennych pozostał w wojsku. Po ukończeniu Wielkopolskiej Szkoły Podchorążych Piechoty w Bydgoszczy (absolwent 9 klasy) został mianowany podporucznikiem i wcielony do IV dywizjonu lotniczego. W sierpniu 1922 awansował do stopnia porucznika. W 1923 służył w stopniu porucznika (starszeństwo z dniem 1 marca 1921 i 2 lokatą w korpusie oficerów aeronautycznych) w 1 pułku lotniczym. Ukończył Szkołę Pilotów w Bydgoszczy i Wyższą Szkołę Pilotów w Grudziądzu. Po szkoleniach otrzymał przydział do 3 pułku lotniczego. Od 1924 służył kolejno w 5 dywizjonie lotniczym, 15 eskadrze myśliwskiej i 33 eskadrze towarzyszącej. W roku 1925 ukończył kurs oficerów technicznych przy Centrali Badań Lotniczych w Warszawie. Od listopada 1926 jako oficer nadetatowy 3 p.lot. w Komendzie Portu Lotniczego w Dęblinie. Następnie został przeniesiony do kadry oficerów lotnictwa i przydzielony do Głównej Wojskowej Stacji Meteorologicznej. Z dniem 30 września 1931 roku został przeniesiony w stan spoczynku. Ukończył studia na Wydziale Chemii Uniwersytetu im. Adama Mickiewicza w Poznaniu, uzyskując stopień doktora. W 1934 roku pozostawał w ewidencji Powiatowej Komendy Uzupełnień Poznań Miasto. Posiadał przydział do Oficerskiej Kadry Okręgowej Nr VII. Był w grupie oficerów pozostających w dyspozycji dowódcy Okręgu Korpusu Nr VII.
W sierpniu 1939 zmobilizowany do 3 pułku lotniczego. Objął funkcję adiutanta dywizjonu szkolnego Bazy Lotniczej nr 3 w Poznaniu. 17 września 1939 w czasie kampanii wrześniowej, po agresji ZSRR na Polskę, dostał się do niewoli radzieckiej w Byczkowcach. Osadzono go w Szepetówce, a następnie w obozie jenieckim w Kozielsku. Ostatnie wiadomości od Michała Dzierzgowskiego z Kozielska rodzina otrzymała pocztą wiosną 1940. Między 3 a 5 kwietnia 1940 przekazany do dyspozycji naczelnika smoleńskiego obwodu NKWD – lista wywózkowa bez numeru, poz. 70 z 2 kwietnia 1940. Został zamordowany między 4 a 7 kwietnia 1940 przez funkcjonariuszy NKWD w lesie katyńskim i pogrzebany w bezimiennej mogile zbiorowej, gdzie od 28 lipca 2000 mieści się oficjalnie Polski Cmentarz Wojenny w Katyniu. W miejscu tym prowadzone były ekshumacje i prace archeologiczne. Zidentyfikowany podczas ekshumacji prowadzonej przez Niemców w 1943 pod numerem 2116 – dosł. określony jako Dzierzgowski Michael, zapis w dzienniku ekshumacji pod datą 15 maja 1943. Przy jego szczątkach znaleziono: kartę członkowską, dyplom doktorski, list i fotografie. Po ekshumacji z dołu śmierci spoczął w Bratniej Mogile IV. Figuruje na liście Komisji Technicznej PCK pod numerem 02116. Na obu listach (AM i PCK) widnieje adnotacja, że posiadał również dyplom magistra filozofii. Nazwisko Dierzgowskiego znajduje się na liście ofiar (pod nr 2116) opublikowanej w Gońcu Krakowskim nr 133 i w Nowym Kurierze Warszawskim nr 138 z 1943. Krewni do 1956 poszukiwali informacji przez Biuro Informacji i Badań Polskiego Czerwonego Krzyża w Warszawie.

### Życie prywatne
Żonaty z Anną z Niesiołowskich, miał syna Krzysztofa.

## Awanse
- podporucznik – 1920
- porucznik – 1923

## Ordery i odznaczenia
- Krzyż Srebrny Orderu Wojskowego Virtuti Militari[5] nr 8104[23]
- Krzyż Walecznych (dwukrotnie)
- Krzyż Zasługi Wojsk Litwy Środkowej
- Medal Pamiątkowy za Wojnę 1918-1921 "Polska Swemu Obrońcy"[24]
- Medal Dziesięciolecia Odzyskanej Niepodległości[24]
- Polowa Odznaka Obserwatora[25] nr 49[11][26]
- Odznaka Pilota nr 669[27]
- Krzyż Kawalerski Orderu Gwiazdy Rumunii[9][24][28].

## Upamiętnienie
- 5 października 2007 minister obrony narodowej Aleksander Szczygło mianował go pośmiertnie na stopień kapitana[29][30][31]. Awans został ogłoszony 9 listopada 2007 w Warszawie, w trakcie uroczystości „Katyń Pamiętamy – Uczcijmy Pamięć Bohaterów”[32][33][34].
- Krzyż Kampanii Wrześniowej – zbiorowe, pośmiertne odznaczenie pamiątkowe wszystkich ofiar zbrodni katyńskiej (1 stycznia 1986)
- Dąb Pamięci zasadzony na terenie Portu Lotniczego Poznań Ławica w dn. 25.08.2016 r.